# 糙苏
糙苏（学名：Phlomis umbrosa）为唇形科糙苏属下的一个种。